# 馬伝染性貧血
馬伝染性貧血（うまでんせんせいひんけつ、英: equine infectious anemia）とは、回帰熱と貧血を特徴とするウマやロバなどウマ属に特有の伝染病である。伝貧（でんぴん）ともいう。

## 原因と症状

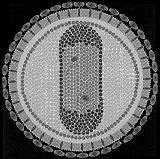
馬伝染性貧血ウイルス

本疾病の原因となる馬伝染性貧血ウイルスはレトロウイルス科レンチウイルス属に分類されるRNAウイルスで、エンベロープを保有する。
ウイルスを含む血液がアブ、サシバエなどの吸血昆虫により伝播されることで感染する。その他の感染様式として母子の胎盤感染、出生時の血液による感染、出生後の母乳による感染も成立する。過去に競馬場や牧場などでしばしば見られた競走馬の集団発生では、ウイルスに汚染された注射器を使用したことが原因とされるものもある。
本疾病の臨床症状は、重度の貧血を伴う急激な発熱等により衰弱死亡する急性型、発熱を1回から数回繰り返す回帰熱発作を起こしたたのち衰弱し死亡に至る亜急性型、発熱を繰り返すもののやがて徐々に軽度となり外見上健康馬と見分けができなくなる慢性型に大別される。慢性型の馬も飼養の継続により新たな感染源となる。

## 診断法
かつては血中の担鉄細胞の観察による臨床血液学的診断が行われていたが、診断法としては不確実であるため、用いられなくなった。
馬類以外には感染しない病気であるため、獣医学術的な見地からの研究は遅々として進まなかったが、日本では1965年（昭和40年）に東京競馬場で本疾病の集団感染騒動が発生したのを契機として日本中央競馬会などを中心に1960年代後半に大規模な研究が進められ、これによって確定診断法として血清診断法、寒天ゲル内沈降試験という技術が確立された。

## 予防と治療法
馬伝染性貧血に対する治療法は確立されていない。また、馬伝染性貧血に対するワクチンも開発されていない。馬伝染性貧血ウイルスは抗原変異を容易に起こす性質を持つため、ワクチンの開発は現実的に見て非常に困難である。この抗原変異の問題ゆえに、感染した患畜については治療をする方法が存在せず、摘発淘汰による感染拡大の予防が何よりも重要となる。
現状では治療方法が存在せず、感染馬を殺処分すること以外には対処法もない病気であるため、競馬場やトレーニングセンターなどでの集団大量感染が発生すれば競走馬の大量殺処分などの事態に至ることもある。これらは競馬開催の長期の開催不能にも直結するため、競馬主催者にとっては経営に重大な悪影響を及ぼす要因ともなりうる。また人気競走馬がこれにより殺処分となった場合、競馬ファンに与えるショックは極めて大きなものになり、様々な影響が発生するのではないかと危惧する者もいる。また集中と依存が大きい馬産地では経済にも極めて深刻なダメージを与えかねないものとして、この病気は久しく発生の無い地域でも、競馬や馬産の関係者には常に恐れられている。

## 各地域の状況
国際獣疫事務局（OIE）で継続的に発生していると報告されているのはロシアと中南米諸国で、その他の国にも毎年のように陽性馬が発見されている国がある。

### 欧米諸国
アメリカ合衆国、カナダ、イギリス、アイルランド、フランス、ドイツなどでは発生の報告があり、大規模な定期検査により陽性馬の発見に努めている国もある。

#### アメリカ合衆国
アメリカ合衆国では1972年の陽性率が検査頭数数万頭のうち4%だったが、2012年には1,443,959頭を検査してうち陽性は36頭（陽性率0.002%）だった。ただし、検査頭数は全頭数（およそ920万頭）の約2割で未検査馬の陽性率がどの程度かは不明とされている。

#### イギリス
イギリスでは1976年から陽性馬は発見されていなかったが、2006年9月に北アイルランドで子馬1頭の陽性が確認された。2010年1月にはルーマニアからベルギーを経由して輸入された2頭の陽性が確認された。

#### アイルランド
アイルランドでは2006年5月から12月に陽性の馬38頭が初めて確認された。初発は動物病院に入院していた子馬で、肺炎治療のためにイタリアから非合法に輸入された血漿製剤が原因となっており、病院では同一の空調エリアにいた12頭の馬への感染が確認された。

#### フランス
フランスでは2005年から散発的に陽性馬が発見されており、2009年に16頭、2010年に11頭の陽性が確認されたが、一部は輸入されたルーマニアからの追跡調査で判明している。

#### イタリア
イタリアはルーマニアとともにヨーロッパでの馬伝染性貧血の常在地とされ、毎年20万頭以上を調査し、100頭以上の陽性馬が発見される年もある。2010年のリグーリア州の調査では馬の陽性率が0.09%（競技馬および競走馬を除く）、ロバの陽性率が0.16%、ラバの陽性率が10.7%だった。

### 日本
日本国内では家畜伝染病予防法において、伝染性海綿状脳症、豚熱、狂犬病など共に家畜伝染病に指定されている。

#### 法令上の措置
日本国内で飼育されているウマ類の動物は、定期的にこの病気についての検査を受けることが義務付けられている。感染が確認された場合には蔓延を防ぐため、法令や規則に基づき競走馬や繁殖馬としての登録の抹消と家畜伝染病予防法第17条に基づく殺処分命令が出される。当該患畜の所有者・管理者はこれを受け入れ、速やかに処分を実施しなければならない義務を負う。家畜伝染病予防法第17条に基づく殺処分命令の権限は都道府県知事が持つ。また、家畜伝染病予防法第21条により患畜の死体について遅滞無く焼却または埋却することも所有者には義務づけられる。
所有者の不在、拒否、抵抗などでこれら必要な処分を行うことができず、しかし緊急性を伴う場合には所有者に代わって家畜防疫員が殺処分を代行する場合もあり、防疫上の観点からは緊急性が高いものであるためやむを得ず非常の手段がとられることもある。
この伝貧感染馬への殺処分命令については、当該患畜がたとえいかなる歴史的名馬や優秀繁殖馬であったとしても免れ得ない。日本の名馬の代表格と言うべき歴代の日本ダービー馬でもクモハタ、マツミドリがこの疾病に感染し殺処分命令を受け命を落している。ほかにも桜花賞馬のヤシマドオター、オークス馬のヤシマヒメも馬伝染性貧血の犠牲馬である。また、1952年冬の京都競馬場の伝貧騒動では、クモワカ（繁殖名：丘高。桜花賞馬ワカクモの母、天皇賞馬テンポイントの祖母）に対して誤診断から殺処分命令が下ったことから、繁殖馬としてのクモワカとその子供たちの馬名登録を巡って訴訟問題にまで至った（詳細はクモワカの項を参照）。

#### 歴史
日本で農耕馬や軍馬が多く飼われていた時代には年間数万頭単位で馬が罹患し処分されていた。
日本では1929年（昭和4年）に「馬の伝染性貧血に罹りたる馬の殺処分に関する法律」が定められたが、1951年（昭和26年）に家畜伝染病の一つとして家畜伝染病予防法に定められた。
昭和20年代には年間に1万頭近く、昭和30年代になってもまだ数百頭単位の馬が症状から感染馬として摘発されて殺処分されていたとみられている。しかし、検査による予防と清浄化により減少し、1983年（昭和58年）の4頭、1993年（平成5年）の2頭を最後にしばらく出現していなかった。中央競馬の現役競走馬に限れば1978年（昭和53年）が最後である。
しかし、2011年（平成23年）3月11日に日本中央競馬会の宮崎育成牧場で在来種の乗用馬1頭が殺処分される事案が発生した。宮崎県は同年7月22日、同県串間市都井岬に生息する天然記念物である御崎馬96頭のうち12頭から馬伝染性貧血の陽性反応が出たと発表。御崎馬は野生馬とされることから家畜伝染病予防法による殺処分の対象外だが、感染爆発を防ぐ目的から県独自の判断で同日に殺処分した。
在来馬等の飼養・衛生状況の調査が行われ、2017年（平成29年）の馬防疫検討会（農林水産省、農研機構動物衛生研究部門、日本中央競馬会で構成）の本会議で国内清浄化が確認され、同年で家畜伝染病予防法に基づく検査は終了した。以後は輸入馬を介した本病の侵入防止のための検査が行われている。

### 発展途上国
アジアや中南米の発展途上国では十分な検査体制が整っておらず、陽性馬の隔離や淘汰が不十分とされている。ブラジル、アルゼンチン、パラグアイなど南米地域にはまだ多くの感染馬がいるとされる。

## その他
- 岡嶋二人『七年目の脅迫状』（講談社、1983年）

犯人がJRAに八百長レースを要求し、拒否されたためにこの病気のウイルスをばらまくという物語上の展開がある。